# Erich B. Cahn
Erich B. Cahn, nome completo Erich Bernhard, (Francoforte sul Meno, 24 febbraio 1913 – Berna, 26 aprile 1993) è stato un numismatico e commerciante di monete tedesco naturalizzato svizzero dal 1948.

## Biografia
Erich Cahn proveniva da una famiglia di commercianti di monete di Francoforte. Il nonno, Adolph Emil Cahn (1840–1918), aveva creato un commercio di monete a Francoforte nel 1874. In seguito l'azienda divenne anche una importante casa d'aste. Il padre Ludwig Theodor Cahn (1877–1924) e lo zio Julius Cahn (1871–1935) guidarono assieme l'impresa paterna fino a dopo prima guerra mondiale. 
A seguito dell'emigrazione forzata nel 1933 in Svizzera Erich Cahn fondò con il fratello Herbert A. Cahn la Münzhandlung Basel, poi dal 1942 Münzen und Medaillen AG, divenuta una delle più importanti aziende di commercio numismatico nel mondo.
Il suo campo di interesse era la storia numismatica svizzera e della Germania meridionale.süddeutsche Münzgeschichte.

## Pubblicazioni (elenco parziale)
- Die Münzen des Hochstifts Eichstätt, Grünwald 1962.
- Adrian de Vries und seine kirchlichen Bronzekunstwerke in Schaumburg, Rinteln 1966.
- Münzgeschichte und Münzkatalog des Herzogtums und Kurfürstentums Bayern: von der Münzreform des Jahres 1506 bis zum Tode des Kurfürsten Ferdinand Maria 1679, Grünwald 1968. (= Dissertazione all'università di Basilea 1966)
- Schöne Münzen der Stadt Basel (= Belles monnaies de la Ville de Bâle), Basel 1975.
- Der Frankfurter Münzhandel 1924–1934. In: 75 Jahre Frankfurter Numismatische Gesellschaft, Frankfurt 1981, S. 135-158.